# System Doble
Ein nach System Doble bezeichneter Kessel ist eine Bauform des Zwangsdurchlauf-Dampfkessels zur Dampferzeugung für den Betrieb von Dampftriebwagen moderner Bauart und anderer dampfgetriebener Fahrzeuge für kleinere Leistungen um die 100 PS. Seinen Namen erhielt er vom Unternehmen Doble aus Emeryville in den USA.

## Beschreibung
Fahrzeuge mit Antriebsmaschinen vom Unternehmen Doble waren in den USA schon bei einigen Lastkraftwagen angewendet worden. Gegenüber herkömmlichen Systemen unterschieden sich Fahrzeuge nach dem System Doble durch ein System der Kondensation des Abdampfes in einem Kreislauf. Obwohl die im Kreislauf ablaufenden Arbeitsvorgänge einen Regelkreis steuerten, war die Bedienung einfach wie die herkömmliche Steuerung einer Dampflokomotive. Die Abläufe der einzelnen Regeleinrichtungen geschah selbsttätig durch die Stellung des Reglers sowie der Steuerung, des Dampfdruckes und der Drehzahl der Dampfmaschine. Das System zeichnet sich durch relativ kleine Abmessungen aus.
Das System des Dampflokkessels war für einen Betriebsdruck von 100 bar ausgelegt. Der Dampferzeuger wird aus einer einzigen Rohrschlange gebildet, in die das Speisewasser von unten durch eine mit Frischdampf betriebene Speisepumpe über einen Vorwärmer gedrückt wird. Die Steuerung des meist aus Braunkohlenteeröl bestehenden Brennstoffes und der Verbrennungsluft geschah selbsttätig. Die Verbrennungsluft wurde durch ein Gebläse, welches von einer Abdampfturbine angetrieben wurde, in den Brennraum eingedrückt. Die Brennstoffzufuhr geschah elektromechanisch in Abhängigkeit von der Dampftemperatur und dem Dampfdruck. Der Abdampf wurde nach Entspannung in der Dampfmaschine, nachdem er durch einen Vorwärmer für das Speisewasser geleitet wurde, in einen Kühler gedrückt und durch Kühlung in einem Sammelbehälter als Kondensat niedergeschlagen. Die Kühlung besorgte eine durch den Abdampf angetriebene Turbine mit Lüfterrad. Dadurch wurde die übermäßige Gefahr von Kesselsteinbildung durch Frischwasser erheblich minimiert. Die Dampfmaschine war schnelllaufend und erbrachte größere Leistungen bei kleineren Abmessungen.
In der Praxis erreichten die mit System Doble ausgerüsteten Fahrzeuge nicht die geforderte Leistung. So reagierten diese auf plötzlichen Lastwechsel nicht schnell genug. Es zeigten sich unterschiedliche Dampftemperaturen und Dampfdrücke, sodass der für einen bestimmten Lastfall erforderliche Schieberkastendruck nicht immer erreicht wurde. Im Langzeittest ergaben sich zahlreiche Ausfälle durch Zerstörung von Rohren, die der größten thermischen Belastung ausgesetzt waren. Ein entscheidender Faktor war die Verwendung des Kraftstoffes, auf dessen Qualität die Dampfmaschinen mitunter empfindlich reagierten. Somit waren die Fahrzeuge unzuverlässiger als solche mit Dieselmotorantrieb gleicher Leistungsklasse.

## In Deutschland mit dem System Doble ausgerüstete Dampftriebwagen
| Fahrzeug    | Baujahr   | Bauart    |
| ----------- | --------- | --------- |
| DT 15–16    | 1932      | A1 h2v    |
| LBE DT 2000 | 1933      | Bo’2’ h4v |
| DT 51–53    | 1934–1936 | Bo’2’ h4v |
| DT 54–58    | 1938      | Bo’2’ h4v |
| DT 59       | 1937      | Bo’2’ h4v |